# Shorttrack-Europameisterschaften 2000
Die Shorttrack-Europameisterschaften 2000 waren die 4. Auflage der Shorttrack-Europameisterschaften und fanden vom 21. bis zum 23. Januar 2000 in der italienischen Stadt Bormio statt. Insgesamt wurden vier Europameistertitel vergeben, jeweils einer im Mehrkampf und in der Staffel bei Frauen und Männern. Ausrichter war die Internationale Eislaufunion (ISU).
Bei den Frauen dominierte Ewgenija Radanowa die Wettbewerbe. Sie gewann den Mehrkampftitel und siegte auch über 1000, 1500 und 3000 Meter sowie mit der Staffel. Silber gewann Katia Zini, Bronze Evelina Rodigari. Bei den Männern gewann Fabio Carta die Goldmedaille vor Nicky Gooch und Nicola Franceschina. Das Staffelfinale bei den Frauen gewann Bulgarien vor Italien und Großbritannien, bei den Männern siegte Italien vor Großbritannien und Frankreich.

## Teilnehmende Nationen
| - Belarus - Belgien - Bulgarien - Deutschland - Estland - Frankreich - Großbritannien - Israel - Italien - Litauen - Niederlande | - Norwegen - Österreich - Polen - Rumänien - Russland - Schweden - Schweiz - Slowakei - Tschechien - Ukraine - Ungarn |

## Ergebnisse

### Frauen
| Wettbewerb         | Gold                                                                       | Gold         | Silber                                                                               | Silber       | Bronze                                                                  | Bronze       |
| Wettbewerb         | Athletin                                                                   | Leistung     | Athletin                                                                             | Leistung     | Athletin                                                                | Leistung     |
| ------------------ | -------------------------------------------------------------------------- | ------------ | ------------------------------------------------------------------------------------ | ------------ | ----------------------------------------------------------------------- | ------------ |
| 500 Meter          | Katia Zini                                                                 | 0:44,551 min | Ewgenija Radanowa                                                                    | 0:44,563 min | Debbie Palmer                                                           | 0:45,709 min |
| 1000 Meter         | Ewgenija Radanowa                                                          | 1:39,261 min | Evelina Rodigari                                                                     | 1:40,007 min | Yvonne Kunze                                                            | 1:40,138 min |
| 1500 Meter         | Ewgenija Radanowa                                                          | 2:30,183 min | Katia Zini                                                                           | 2:30,467 min | Evelina Rodigari                                                        | 2:31,385 min |
| 3000 Meter         | Ewgenija Radanowa                                                          | 5:57,828 min | Katia Zini                                                                           | 5:58,197 min | Evelina Rodigari                                                        | 5:59,536 min |
| 3000 Meter Staffel | Bulgarien Marina Georgiewa Ewgenija Radanowa Anna Stoilkowa Daniela Wlaewa | 4:22,540 min | Italien Barbara Baldissera Emanuela Giacomelli Evelina Rodigari Katia Zini Mara Zini | 4:23,989 min | Großbritannien Laura Howell Sarah Lindsay Debbie Palmer Joanna Williams | 4:31,872 min |
| Gesamtwertung      | Ewgenija Radanowa                                                          | 123 Punkte   | Katia Zini                                                                           | 76 Punkte    | Evelina Rodigari                                                        | 47 Punkte    |

### Männer
| Wettbewerb         | Gold                                                                                       | Gold         | Silber                                                               | Silber       | Bronze                                                                 | Bronze       |
| Wettbewerb         | Athlet                                                                                     | Leistung     | Athlet                                                               | Leistung     | Athlet                                                                 | Leistung     |
| ------------------ | ------------------------------------------------------------------------------------------ | ------------ | -------------------------------------------------------------------- | ------------ | ---------------------------------------------------------------------- | ------------ |
| 500 Meter          | Fabio Carta                                                                                | 0:42,830 min | Dave Versteeg                                                        | 0:42,893 min | Kornél Szántó                                                          | 0:42,953 min |
| 1000 Meter         | Nicola Franceschina                                                                        | 1:31,637 min | Michele Antonioli                                                    | 1:32,180 min | Cees Juffermans                                                        | 1:32,794 min |
| 1500 Meter         | Nicky Gooch                                                                                | 2:33,339 min | Nicola Franceschina                                                  | 2:33,366 min | Michele Antonioli                                                      | 2:33,526 min |
| 3000 Meter         | Fabio Carta                                                                                | 4:50,374 min | Nicky Gooch                                                          | 4:51,829 min | Michele Antonioli                                                      | 4:52,635 min |
| 5000 Meter Staffel | Italien Michele Antonioli Maurizio Carnino Fabio Carta Nicola Franceschina Nicola Rodigari | 7:00,928 min | Großbritannien Leon Flack Nicky Gooch Matthew Jasper Robert Mitchell | 7:03,919 min | Frankreich David Chevalier Gregory Durand Bruno Loscos Ludovic Mathieu | 7:06,810 min |
| Gesamtwertung      | Fabio Carta                                                                                | 73 Punkte    | Nicky Gooch                                                          | 63 Punkte    | Nicola Franceschina                                                    | 60 Punkte    |

## Medaillenspiegel
| Platz  | Land           | Gold | Silber | Bronze | Gesamt |
| ------ | -------------- | ---- | ------ | ------ | ------ |
| 1      | Italien        | 2    | 2      | 2      | 6      |
| 2      | Bulgarien      | 2    | –      | –      | 2      |
| 3      | Großbritannien | –    | 2      | 1      | 3      |
| 4      | Frankreich     | –    | –      | 1      | 1      |
| Gesamt | Gesamt         | 4    | 4      | 4      | 12     |